# Johannes Rebmann (Politiker)
Johannes Rebmann (* 19. Mai 1812 in Pratteln; † 1. März 1890 ebenda) war ein Schweizer Politiker.

## Leben
Rebmann absolvierte ein Rechtsstudium in Basel und war von 1836 bis 1839 Notar und Gerichtsschreiber am Obergericht, anschliessend am Bezirksgericht Arlesheim. Als Vertreter der regierungstreuen sogenannten Ordnungspartei war er 1838 und 1850 im Verfassungsrat des Kantons Basel-Landschaft.
Von 1851 bis 1854 war Rebmann Regierungsrat und hatte das Amt Justiz inne und war 1852 Präsident. Nach drei Jahren trat er aus Gesundheitsgründen zurück. Im Jahr 1860 war er Präsident des Obergerichts und im Jahr 1849 war er Mitglied des ersten Verwaltungsrats der Basellandschaftlichen Hypothekenbank.